# Bătălia de la Mellrichstadt
Bătălia de la Mellrichstadt s-a disputat între forțele împăratului german Henric al IV-lea și anti-regele Rudolf de Suabia, duce de Suabia în data de 7 august 1078, în apropiere de localitatea Mellrichstadt.

## Bătălia
Armata lui Henric al IV-lea s-a întâlnit cu aliații din Saxonia ai lui Rudolf înainte de a se confrunta cu forțele din Suabia. În confuzia creată, o parte a forței saxone incluzând pe episcopul de Merseburg și Rudolf de Rheinfelden însuși imediat după prima ciocnire. Ei au fost atrași într-o hărțuire din partea populației locale. Într-o altă parte a confruntării, saxonii de sub conducerea lui Otto de Northeim și Frederic de Sommerschenburg au reușit să îi înfrângă pe adversari și să îi alunge în direcția Würzburgului. La întoarcere, Rudolf a găsit o altă armată ocupând câmpul de luptă. Dat fiind că oamenii săi de recunoaștere nu au revenit, el a presupus că este vorba de trupele lui Henric, drept pentru care s-a retras, fără să știe că este vorba de fapt de un contingent al saxonilor.